# 雙子座U
雙子座U，位於雙子座，是矮新星的典範之一。這類聯星系統包含一顆白矮星和一顆靠近的紅矮星，大約每100天就會爆發一次並造成光度的增加。在1855年的一次爆發中被约翰·罗素·欣德發現了，從此就被持續觀測至今。
雙子座U聯星系統的軌道週期非常短，只有4小時又11分；僅僅是這樣的軌道就會在每次公轉時造成凌與食的變光現象。通常，這對聯星的視星等在14.0和15.1等之間；然而當爆發時，亮度會增加百倍左右，達到9等。雖然平均的間格大約是100天，這個週期實際上並不穩定，紀錄上是從62天至257天不等。在矮新星的案例中，理論上爆發是由白矮星吸積盤週期性的浪湧，造成盤本身不穩定的結果。

## 外部連結
- animation （页面存档备份，存于）
- IR spectral data for redshift calculations （页面存档备份，存于）